# Tonterías las justas
Tonterías las justas fue un programa de humor, producido por 7 y acción y emitido por la cadena española Cuatro. El programa lo condujo Florentino Fernández, junto a Dani Martínez y Anna Simon desde el 3 de mayo de 2010 hasta el 1 de julio de 2011.

## Equipo del programa

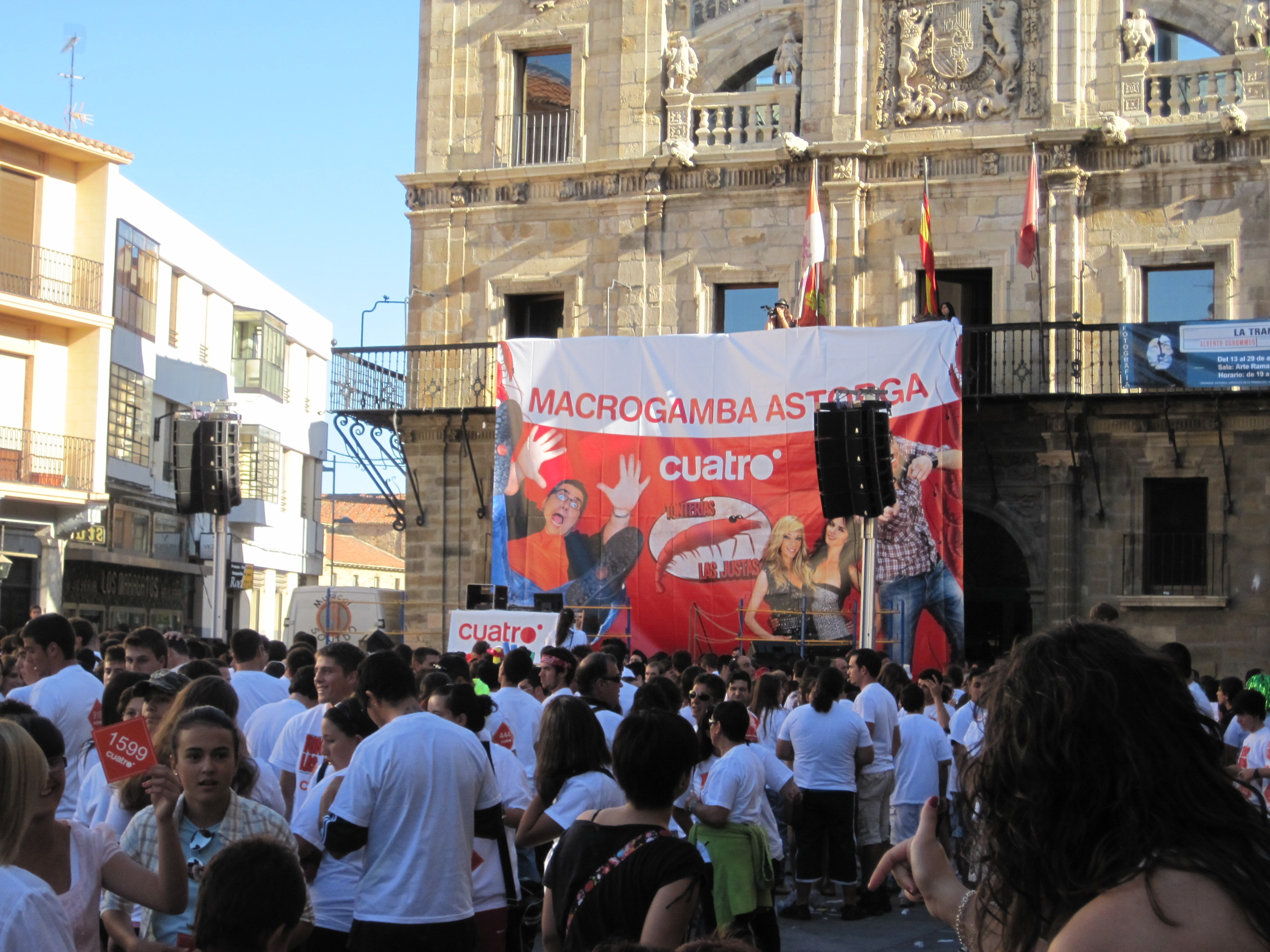
Presentadores del programa durante la macrogamba celebrada en Astorga en agosto de 2010.

### Presentador
- Florentino Fernández

### Copresentadores
- Anna Simon
- Dani Martínez

### Reporteras
- Romina Belluscio
- Paula Garber

### Colaboradores
- Águeda
- Manuel y Engracia

## Audiencias
El programa contaba con una audiencia de entre 600.000 y 900.000 espectadores, lo que suponía alrededor de un 6,5% de cuota de pantalla, aunque en los últimos tiempos se vio mermada la audiencia entre el 4% y 5% de share.
El 23 de agosto de 2010, Florentino y sus colaboradores consiguieron el récord de audiencia del programa con 1.026.000 telespectadores y un 8,4% de cuota de pantalla. Aunque ya a finales de agosto lograron por momentos llegar a los 2 millones de espectadores en diferentes momentos del programa.

## Premios y nominaciones
| Año  | Nombre del premio | Categoría                                  | Nominado             | Resultado |
| ---- | ----------------- | ------------------------------------------ | -------------------- | --------- |
| 2010 | Antena de Oro     | Mejor presentador                          | Florentino Fernández | Ganador   |
| 2010 | Premios TP de Oro | Presentador de Variedades y Espectáculo    | Florentino Fernández | Nominado  |
| 2010 | Premios TP de Oro | Programa de espectáculo y entretenimiento  | Tonterías las Justas | Nominado  |
| 2011 | Antena de Plata   | Presentador de programa de entretenimiento | Dani Martínez        | Ganador   |
| 2011 | Must! Awards      | Mejor programa                             | Tonterías las Justas | Ganador   |

## Campanadas las justas
Por ser el programa revelación de Cuatro del año 2010, se le otorgó la oportunidad de realizar las campanadas de dicha cadena el 31 de diciembre de 2010. El equipo de presentadores, junto a Romina Belluscio, realizó la gala en falso directo desde el plató.

## Emisiones en diversas cadenas

### Fin de emisión en Cuatro
El lunes 23 de mayo de 2011, Mediaset España anunció que no iba a renovar con la productora 7 y acción por lo que el programa dejaría de emitirse en Cuatro.

### Fichaje porNeox
El viernes 3 de junio de 2011, el Grupo Antena 3 confirmó el fichaje de Tonterías las justas para emitirse en Neox. El nuevo espacio, que pasó a llamarse Otra movida, conservó a todo su equipo anterior salvo a Romina Belluscio. Esta reportera fue reemplazada por Cristina Pedroche, antigua colaboradora del programa también cancelado Sé lo que hicisteis... (La Sexta), en su día competidor directo de Tonterías las justas.

### Cambio aLa Sexta
Tras Otra movida, gran parte de su equipo trabajó en el programa Así nos va en La Sexta.